# Нитки
Ни́тки (нитка) — изделие из тонко скрученной пряжи. Выпускают нитки на паковках: катушках, жёстких бумажных гильзах, в мотках и бобинах.

## Виды ниток
В зависимости от назначения, нитки подразделяются на вышивальные, вязальные, швейные и штопку. Вырабатываются из шерстяной, хлопчатобумажной, льняной пряжи, натурального шёлка и искусственных волокон.
Нитки бывают матовой и глянцевой отделки, неотделанные нитки называются «суровыми».
Нитки окрашиваются стойкими красителями, за исключением синего, серого и тёмно-серого, светло-и тёмно-красно-фиолетового, светло- и тёмно-золотисто-жёлтого и светло-лимонно-жёлтого. Особо прочными красителями являются розовый, малиновый, электри́к, голубой, тёмно-ореховый, зелёно-изумрудный, хаки, стальной и светло-жёлтый.